# Markéta Opavská
Markéta Opavská (1325/1330 – 1363) byla dcera Mikuláše II. Opavského a Anny Ratibořské, druhá manželka moravského markraběte Jana Jindřicha.

## Život
Na přelomu let 1349/1350 se v manželství setkali dva pravnuci krále Přemysla Otakara II., Jan Jindřich po matce a Markéta po otci. Sen Přemysla Otakara o německé koruně se splnil v Karlovi IV., bratrovi Jana Jindřicha, ale také v Joštovi, prvorozeném synovi Jana a Markéty a Karlově synovci.
Markéta byla Janovou druhou manželkou, první byla tyrolská hraběnka Markéta Pyskatá, která Jana Jindřicha kvůli jeho údajné impotenci zapudila, aby se vzápětí provdala za Ludvíka V. Bavorského, syna císaře Ludvíka Bavora.
O navrácení Tyrolska usiloval pro svého bratra Karel IV. v roce 1347, avšak neuspěl. Nakonec mu 26. prosince roku 1349 udělil jako léno Moravu s tím, že se potomci Jana Jindřicha (zřejmě čerstvě ženatého s Markétou) nebudou domáhat českého trůnu, pokud budou živi potomci Karla IV.
S Janem Jindřichem měla Markéta Opavská šest dětí. Všichni jeho legitimní potomci pocházeli právě z tohoto jeho druhého manželství, ačkoliv se po Markétině smrti v roce 1363 oženil ještě dvakrát, s Markétou Habsburskou a Alžbětou Oettingenskou.

## Potomci
- Jošt Moravský (1351 – 18. 1. 1411), od 1. října 1410 do své smrti král Svaté říše římské;
- Kateřina Lucemburská (1353 – 1378); manžel Jindřich Nemodlinský;
- Jan Soběslav Lucemburský (1355/57 – 30. 10. 1380), markrabě moravský;
- Prokop Lucemburský (prosinec 1358 – 24. 9. 1405), markrabě moravský;
- Alžběta Moravská († 20. 11. 1400), manžel Vilém I. Míšeňský;
- Anna Moravská († před 1405), manžel Petr ze Šternberka;